# Costa Victoria
Le Costa Victoria est un navire de croisière construit en 1995 par les chantiers navals Bremer Vulkan de Brême pour la compagnie italienne Costa Croisières. Il fait alors partie d’un projet très ambitieux pour la compagnie : construire deux paquebots modernes disposant de plus de 1 000 cabines à bord, un chiffre jamais atteint jusqu’alors pour un navire de croisière européen. Le concept s’avère plus coûteux que prévu et entraine Costa Croisières dans une grave crise, à la fois financière et interne, qui se solde par son rachat par le groupe Carnival en juin 1997. Le Costa Victoria, mis en service en juillet 1996, devient de fait le dernier navire construit pour Costa Croisières.
En juin 2020, alors que les comptes du groupe Carnival sont fortement affectés par l’arrêt des croisières liés à la pandémie de Covid-19, celui-ci annonce la réforme de plusieurs navires, dont le Costa Victoria exploité par sa filiale Costa Croisières qui est revendu au chantier naval San Giorgio del Porto de Gênes. Après de nombreuses rumeurs sur son sort et plusieurs mois de désarmement à Piombino, il est finalement remorqué vers les chantiers de démolition navale d’Aliağa en janvier 2021 et détruit sous le nom de St Victoria.

## Histoire

### Le projetVictoria

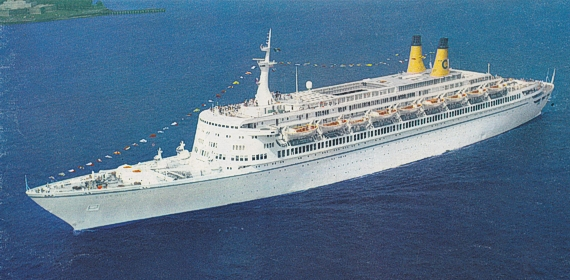
L’Eugenio C est vendu au chantier Bremer Vulkan dans le cadre d’un accord pour la construction des deux nouveaux navires.

Les études pour la construction du Costa Victoria débutent en décembre 1993, peu de temps après la mise en service des Costa Classica et Costa Romantica, les deux premiers navires de croisières conçus spécialement pour la compagnie, la flotte étant auparavant composée uniquement de navires d’occasion et notamment d’anciens transatlantiques.
Il fait alors partie d’un projet pharaonique pour l’époque, à savoir la construction de deux navires de croisières modernes de plus de 1 000 cabines, un chiffre alors difficilement envisageable pour la plupart des armateurs. Ce projet est confié au chantier Bremer Vulkan de Brême dans le cadre d’un accord qui prévoit en retour que le chantier devient propriétaire de l’Eugenio C, dernier transatlantique en service au sein de Costa Croisières.
Le premier navire, qui porte le numéro de chantier 1107, est mis sur cale en 1994 et prend le nom de Costa Victoria. Il est lancé le 6 septembre 1995, mais le chantier commence à faire face à de graves problèmes financiers et la coque est transféré au chantier Lloyd Werft de Bremerhaven, qui se charge de finir sa construction.

### Divergences à la tête de Costa et abandon du second navire

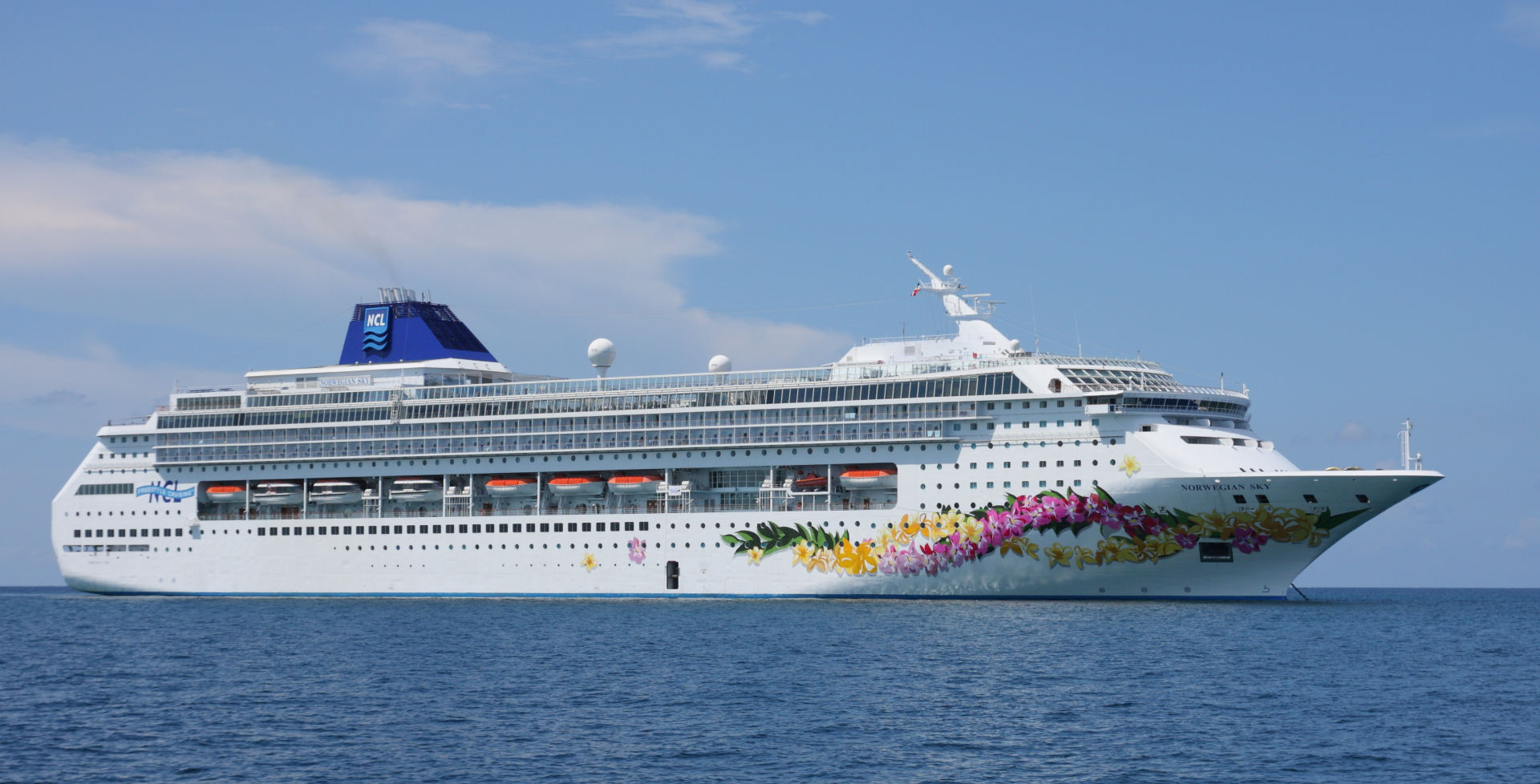
La coque du second navire, inachevée lors de la faillite de Bremer Vulkan, est achevée pour la NCL sous le nom de Norwegian Sky.

Toutefois, ces navires “géants” entrainent de nombreuses questions quant à l’existence du marché pour lesquels ils sont conçus et de nombreuses divergences apparaissent à la tête de la compagnie, d’autant plus que les comptes de l’entreprise sont lourdement affectés par le projet. Lorsque le chantier naval Bremer Vulkan fait faillite en juillet 1996, la coque du second navire, prévu pour être nommé Costa Olympia, n’est construite qu’à 35 %. Profondément divisée à sa tête, Costa décide de refuser la réception de la coque inachevée. Par la suite, celle-ci est rachetée par la compagnie Norwegian Cruise Line, qui fait compléter le navire sous le nom de Norwegian Sky par les chantiers navals Lloyd Werft.

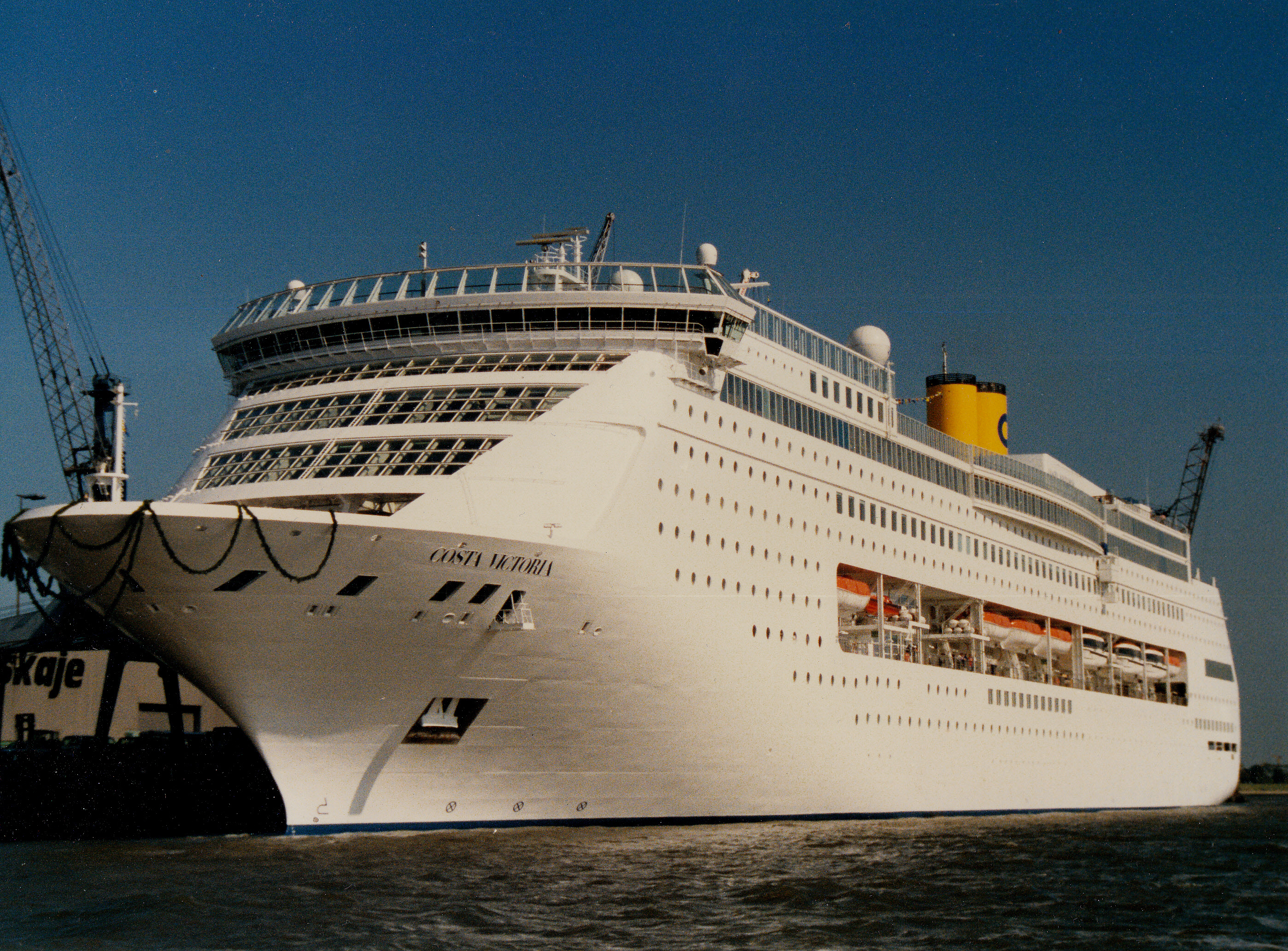
Le Costa Victoria à Bremerhaven en juillet 1996, quelques jours avant son baptême.

Le Costa Victoria est mis en service en juillet 1996, mais Costa ne se remet pas de ses divergences et finit par être rachetée par le groupe Carnival moins d’un an plus tard, en juin 1997, faisant du navire le dernier construit pour la compagnie avant son rachat.

### Rénovation de 2004
Très moderne au moment de sa mise en service, le Costa Victoria est toutefois rapidement dépassé dans sa conception en raison de l’absence totale de cabines avec balcons. En effet, dès novembre 1996, Carnival Cruise Lines propose des navires qui en sont dotés, tels que ceux de la classe Destiny, et même l’ex-Costa Olympia, dont l’aménagement est revu à la suite du rachat de la coque par la Norwegian Cruise Line, est mis en service en 1999 avec deux ponts dotés de balcons.

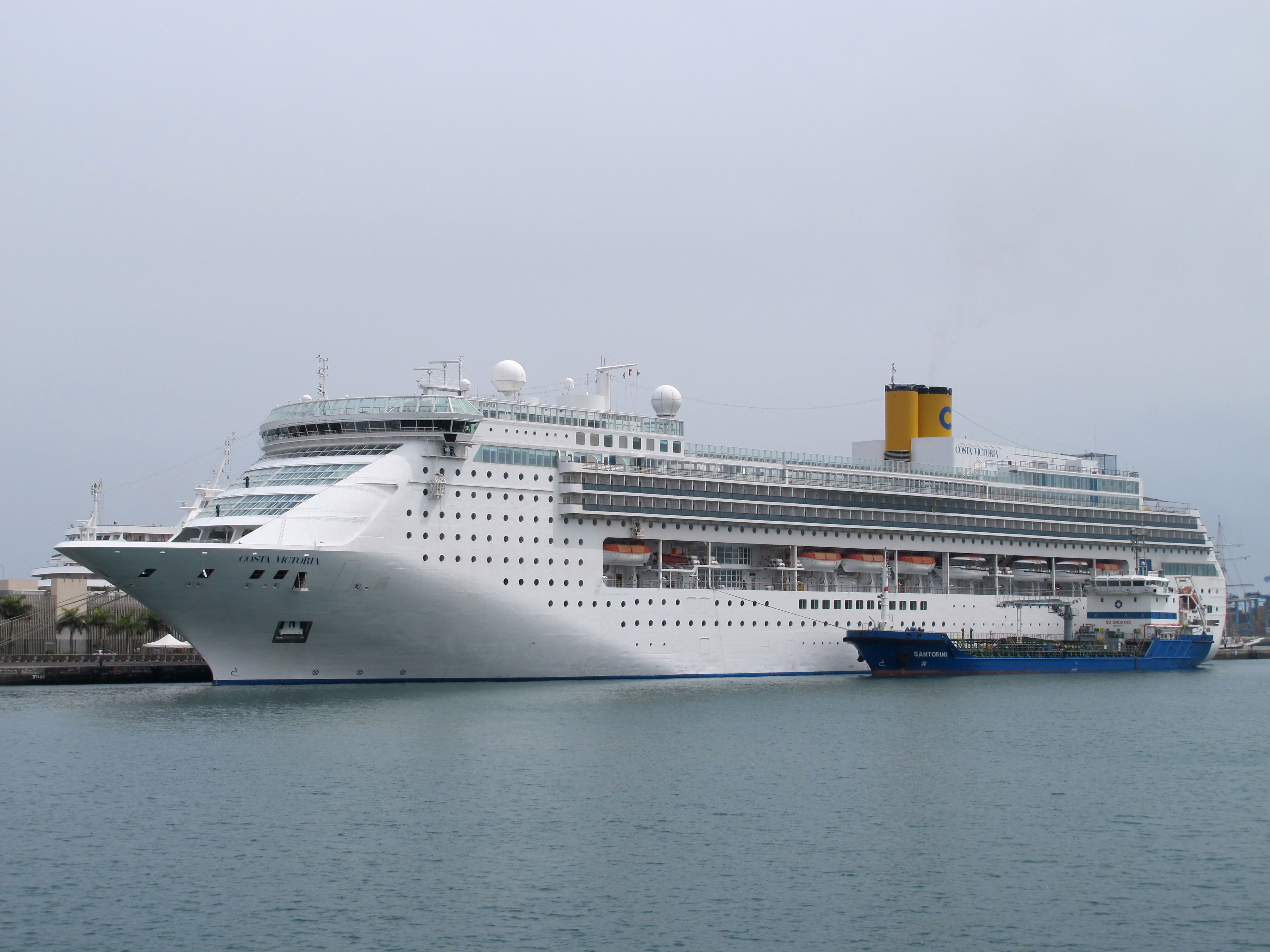
Le Costa Victoria après sa rénovation. Les balcons ajoutés lors des travaux sont bien visibles sur les ponts supérieurs.

Fort de ce constat, Costa Croisières décide d’offrir une cure de jouvence au navire. En janvier 2004, il est renvoyé chez Lloyd Werft pour des travaux de maintenance, mais aussi afin de s’y voir ajouter 242 balcons sur les cabines des ponts 9 et 10, et la création de 4 mini-suites au pont 11. Ces travaux permettent également l’agrandissement de certains espaces publics et la création de deux promenades panoramiques au pont 11. C’est alors la première fois qu’une telle rénovation est opérée sur un navire de croisière en service.
Sorti de rénovation au début du mois de février 2004, il est présenté en avant-première à 400 agents de voyages italiens à Savone le 13 février 2004, avant d’entamer une croisière le lendemain vers la Méditerranée orientale.

### Marché asiatique  et refonte de 2013

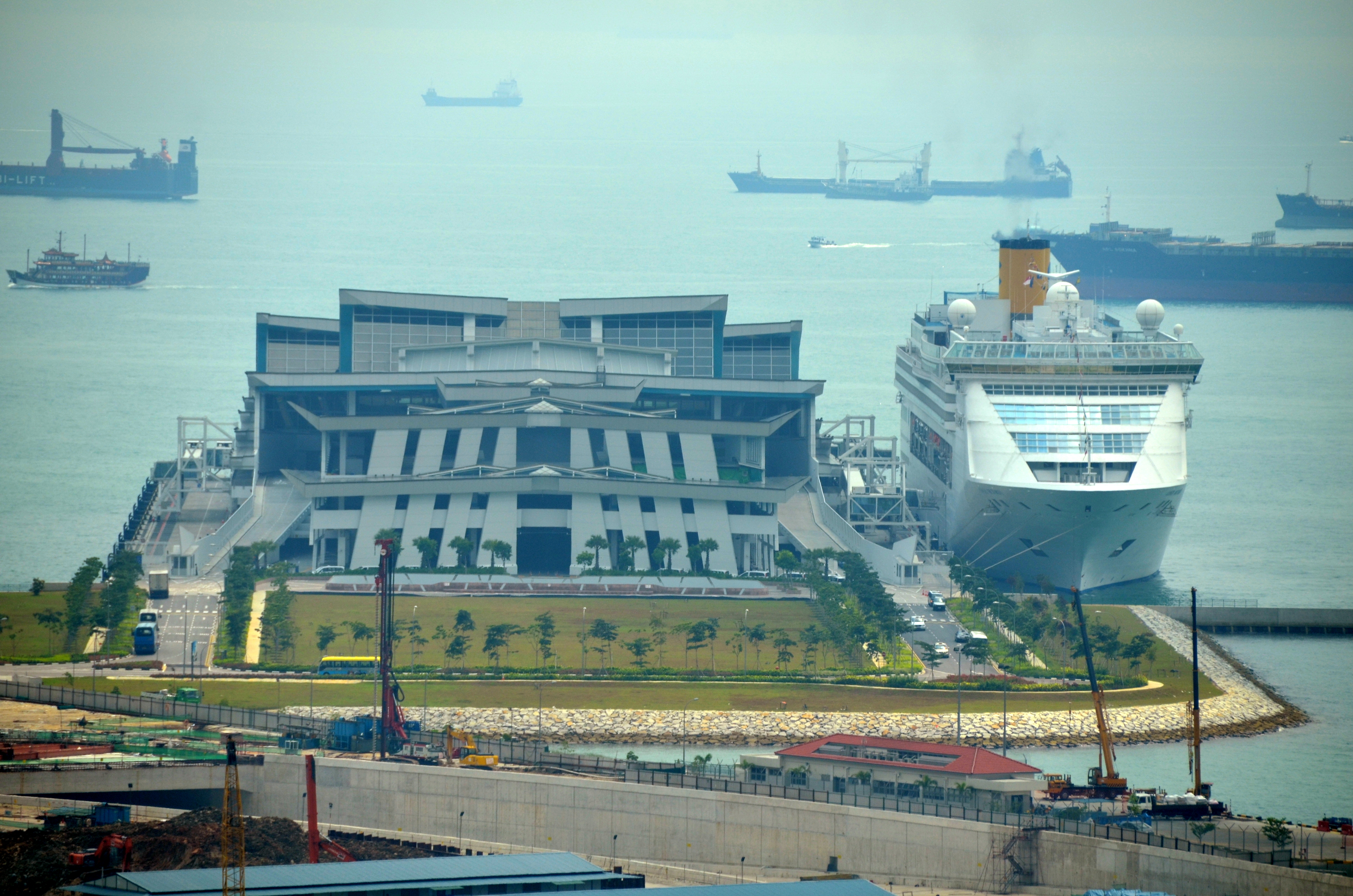
Le Costa Victoria à Singapour en novembre 2012.

À partir de mai 2012, le Costa Victoria est envoyé sur le marché asiatique afin de remplacer le Costa Classica, qui est réaffecté au marché du Golfe Persique. Il assure, à partir du 18 mai, des croisières au départ de Shanghai,.
L’année suivante, Costa Croisières annonce une importante rénovation des espaces intérieurs du navire afin de l’adapter à la clientèle asiatique. Les travaux, estimés à plus de 18 millions d’€, sont réalisés dans un chantier naval de Singapour en octobre/novembre 2013,.
Le 2 novembre 2014, au cours d’une croisière entre Hong Kong et Sanya, le Costa Victoria sauve 12 pêcheurs dont l’embarcation avait pris feu,.
À l’été 2016, il est transféré sur le marché nippon et effectue des croisières de 6 jours entre les ports de Fukuoka, Kyoto, Kanazawa, Matsue et Busan (en Corée du Sud).

### 2018: retour en Europe et dans l’Océan Indien
Au printemps 2018, le Costa Victoria est rapatrié en Europe pour assurer des rotations en Méditerranée entre les ports de Savone, Olbia, Minorque, Ibiza, Palma et Tarragone. En octobre, il est repositionné à Port-Louis, sur l’Île Maurice, d’où il assure des croisières vers les Seychelles et Madagascar. Au cours du voyage pour se rendre dans l’océan Indien, il est contraint d’annuler son escale à Salalah en raison du cyclone Luban, qui déferle sur le Golfe d’Aden avec des vents de 74 nœuds, ce qui correspond à la force 12 sur l’échelle de Beaufort.

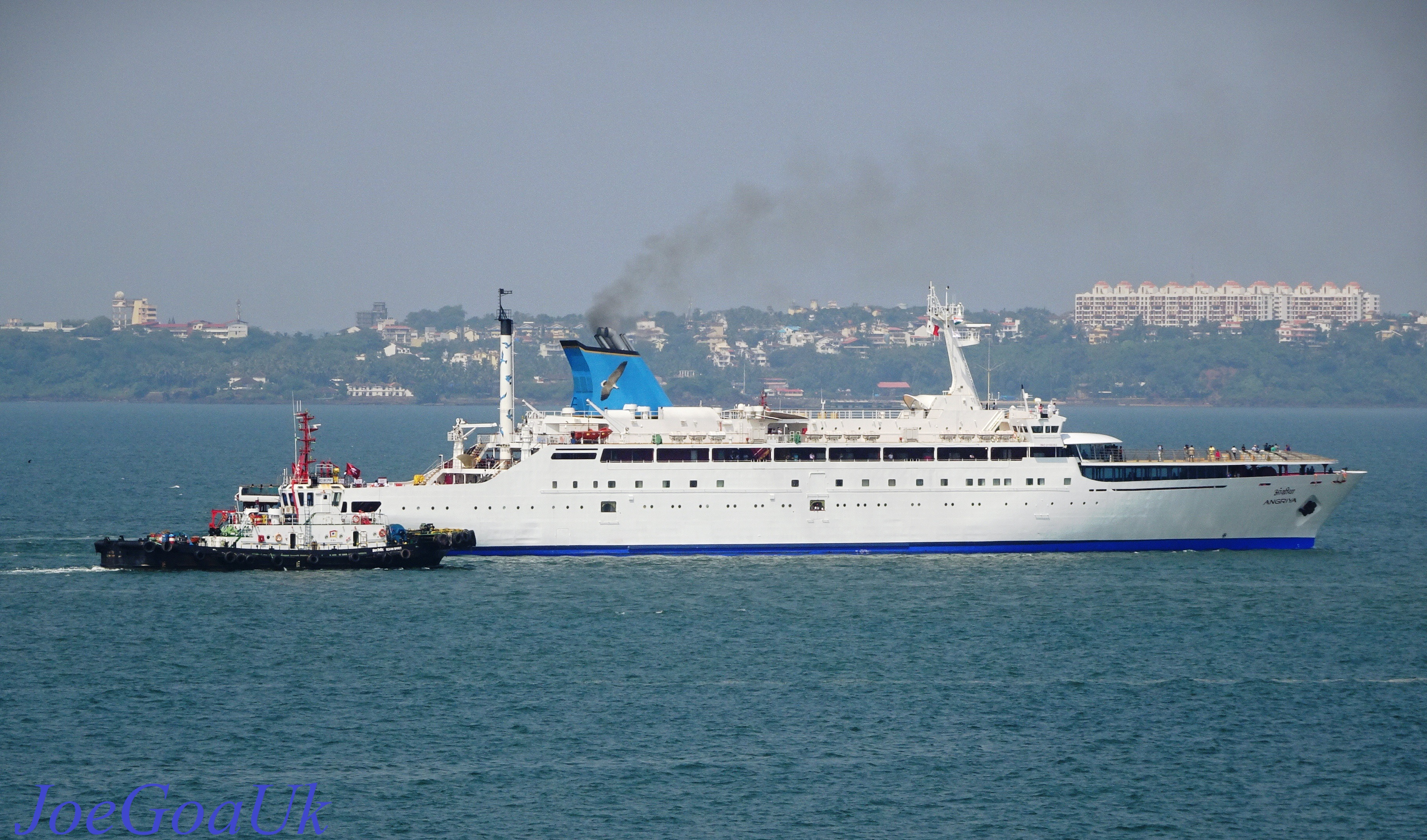
Costa Croisières envisage de remplacer le Costa Victoria par une unité neuve à la suite de la création de deux croisiéristes indiens : Angriya Cruises avec le Angriya (en photo) et Jalesh Cruises avec le Karnika.

Le 8 novembre 2019, il arrive à Mumbai pour la saison d’hiver, d’où il doit assurer des croisières régulières vers Cochin et les Maldives jusqu’en février 2020. Cette saison s’annonce comme l’une de ses dernières chez Costa, puisque la compagnie songe à se défaire de 5 navires en raison de l’arrivée imminente de 2 nouvelles unités, les Costa Smeralda et Costa Toscana,. Bien que le nom du Costa Victoria ne soit jamais officiellement mentionné, sa nomination parmi le lot de réformes semble certaine compte tenu de son âge (26 ans), ce qui en fait le deuxième plus vieux navire de la compagnie derrière le Costa neoRomantica (26 ans), mais également parce que celle-ci à annoncer son projet de le remplacer par un navire neuf spécialement conçu pour le marché indien afin de faire face à la création de deux compagnies locales : Angriya Cruise en octobre 2018 avec le Angriya, et Jalesh Cruises en décembre 2018 avec le Karnika.

### Pandémie de Covid-19 et fin de carrière

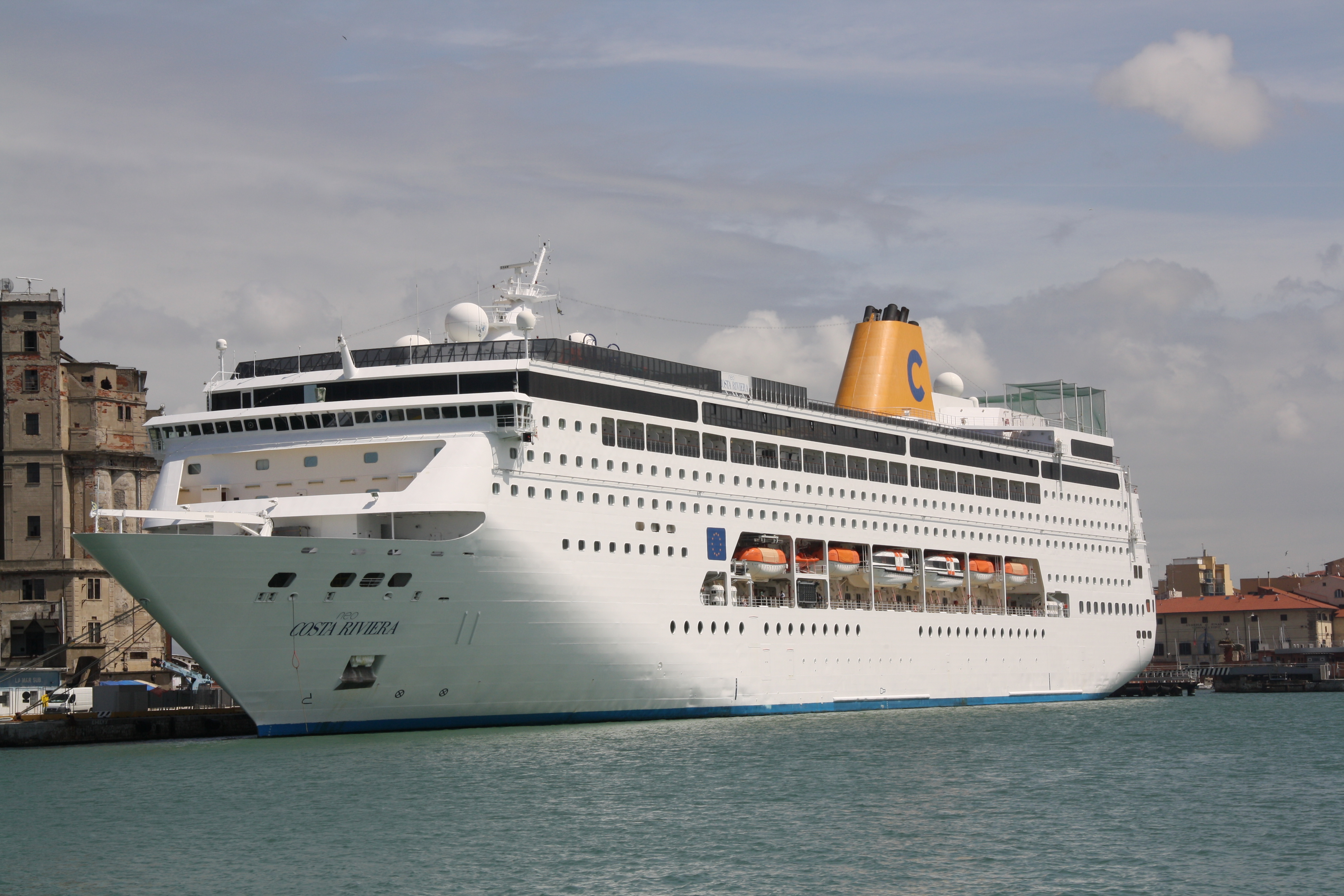
Au printemps 2020, le Costa Victoria doit assurer des croisières au départ de Toulon afin de remplacer le Costa neoRiviera, transféré à la flotte d’Aida Cruises.

Le 29 février 2020, le Costa Victoria entame sa croisière de repositionnement en quittant Mumbai pour rejoindre Venise, qu’il doit atteindre le 28 mars, via le canal de Suez. Des escales sont prévues dans plusieurs ports : Mangalore, Cochin, Malé, Salalah, Eilat, Aqaba, Héraklion, Katákolo, Corfou, Dubrovnik et Split. Il a alors à son bord 726 passagers et 776 membres d’équipage. Toutefois, la pandémie de Covid-19, apparue en Chine quelques mois auparavant, commence à se propager dans le monde, obligeant les différents gouvernements à prendre des mesures pour lutter contre la maladie. Ainsi, dès le 9 mars, le gouvernement italien confine sa population, suivi par le gouvernement français à partir du 17 mars. Ces restrictions rendent caduque la programmation du Costa Victoria, qui devait assurer des croisières en Méditerranée au départ de Toulon afin de remplacer le Costa neoRiviera, transféré chez Aida Cruises.
Le voyage se déroule donc dans une ambiance assez tendue, d’autant plus qu’une passagère d’origine argentine est atteinte par la Covid-19 et débarquée à Héraklion le 23 mars, imposant la quarantaine pour les autres personnes présentes à bord et l’annulation de toutes les escales suivantes,. Dans le même temps, la destination du Costa Victoria est modifiée : la Vénétie étant durement touchée par la maladie, le ministère des Affaires étrangères ausralien demande que le navire accoste dans un autre port étant donné que plus de 200 australiens sont à bord. Le port de Trieste est alors envisagée, mais la compagnie fait face au refus des autorités locales en raison de l’incapacité des hôpitaux de la région d’accueillir les passagers. Le Costa Victoria est finalement autorisé à accoster à Civitavecchia, malgré l’opposition du maire de la commune Ernesto Tedesco. Il y arrive le 25 mars et les opérations de débarquement débutent sous haute surveillance l’après-midi même, avant de reprendre le lendemain. Les passagers sont débarqués après une prise de température et transférés vers l’aéroport de Rome Fiumicino, d’où ils sont renvoyés à leur domicile,.

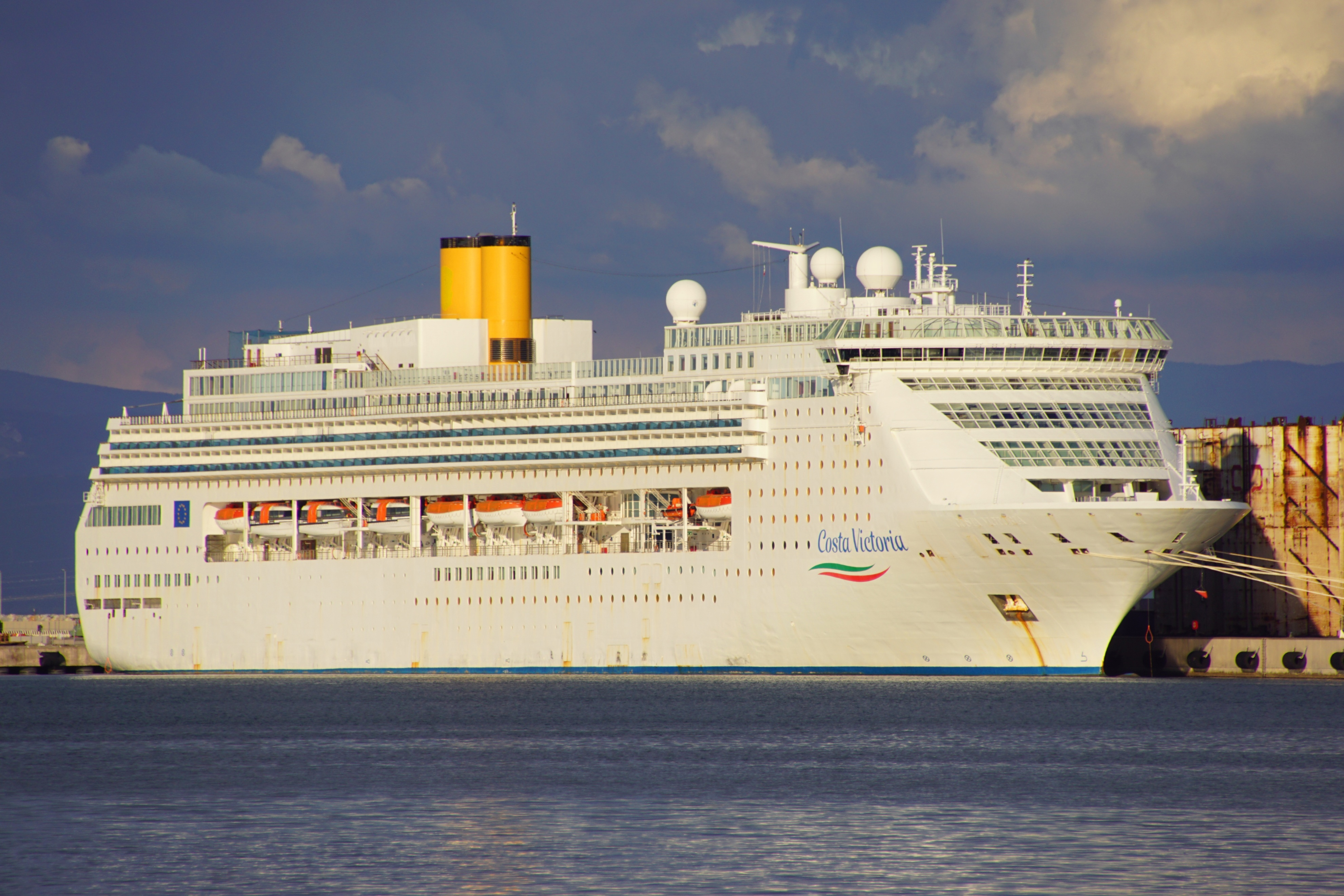
Racheté par San Giorgio del Porto, le Costa Victoria reste désarmé plusieurs mois à Piombino.

Le Costa Victoria est alors désarmé dans le port italien en attendant une décision sur son sort. Au début du mois de juin 2020, il est vendu au chantier San Giorgio del Porto et convoyé vers le site de Piombino,. Deux rumeurs courent alors sur son avenir : une éventuelle conversion en hôtel flottant pour le Chantier naval de Marseille, ou sa démolition par le chantier naval, qui a déjà détruit le Costa Concordia,. Cette seconde hypothèse est confirmée par le maire de Piombino en personne, Francesco Ferrari, qui publie un message le 23 juin sur son profil Facebook où il explique que le navire va être préparé pour sa démolition,,.

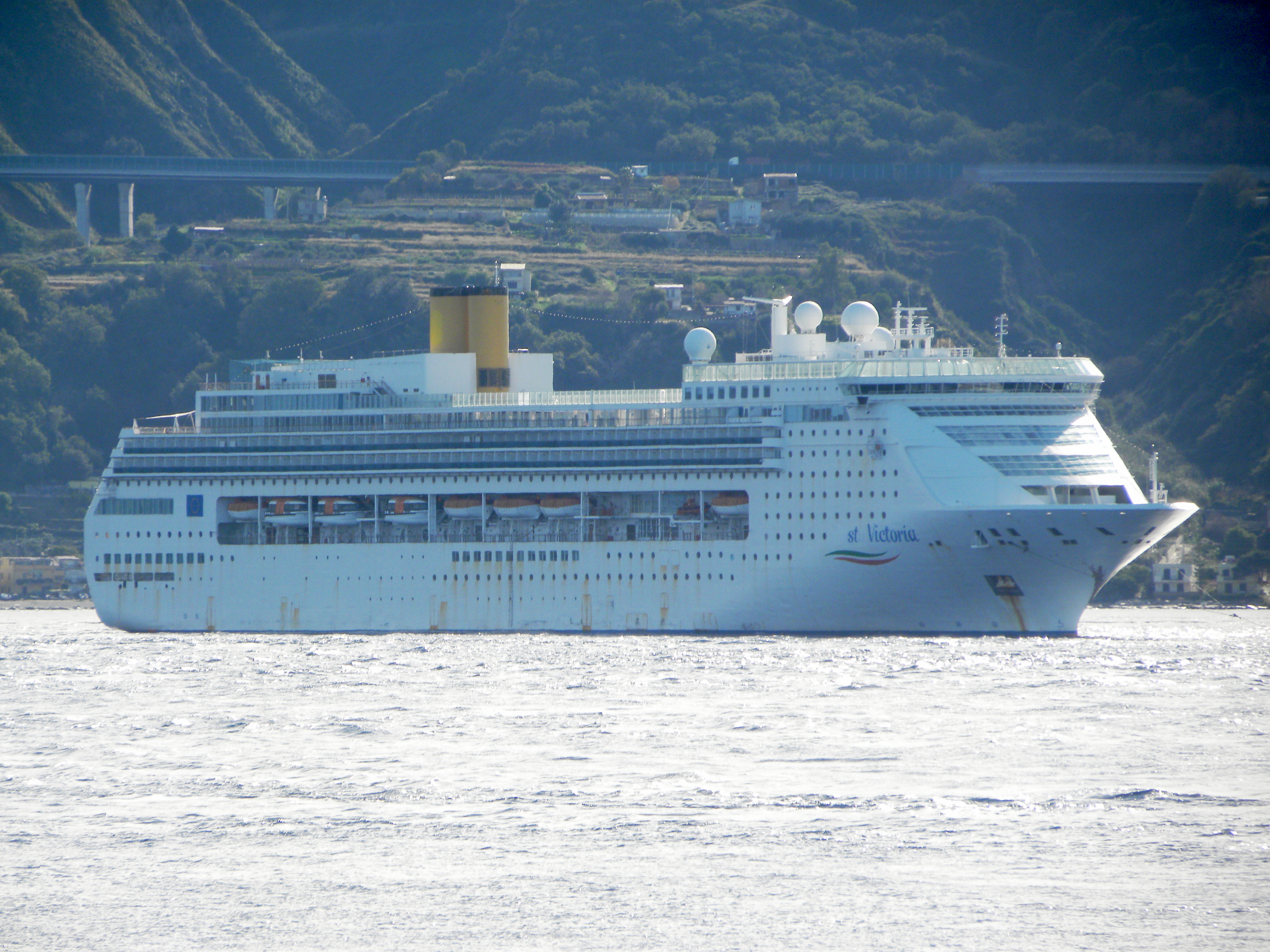
En janvier 2021, le St. Victoria est remorqué vers Aliağa afin d’y être démantelé.

Le 13 janvier 2021, le Costa Victoria, renommé St Victoria pour son dernier voyage, quitte Piombino en remorque afin de rallier les chantiers de démolition navale d’Aliağa,,.

## Caractéristiques
Le Costa Victoria est long de 252,9 mètres et large de 36,2 mètres. Son tonnage brut est d’environ 75 000 tjb. Il nécessite 766 membres d’équipage, et peut transporter 1 928 passagers.

### Caractéristiques techniques
Le Costa Victoria est propulsé par six moteurs Diesel MAN B&W, capables de produire 50 700 kW. Ils entrainent deux hélices, situées à l’arrière du paquebot, qui sont complétées par trois propulseur d’étrave à l’avant et deux à l’arrière, destiné à faciliter les manœuvres. Avec cet équipement, le navire peut filer, au maximum de sa puissance, jusqu’à 23 nœuds, soit près de 43 km/h.

### Dispositifs de sécurité
La drome de sauvetage collective du Costa Victoria se compose de 10 embarcations de sauvetage couvertes, installées à la base des superstructures, au niveau du pont Carmen (no 10). Il est le premier navire construit pour la compagnie avec les embarcations situées à ce niveau,.
Les embarcations se répartissent des deux côtés du navires, à raison de cinq par flanc,. Elles sont complétées par 6 « tenders », répartis selon la même logique (3 par flanc), qui sont normalement destinés à amener les passagers à terre lorsque le navire est à l’ancre, mais qui peuvent également servir de canots de sauvetage en cas de nécessité.

### Design

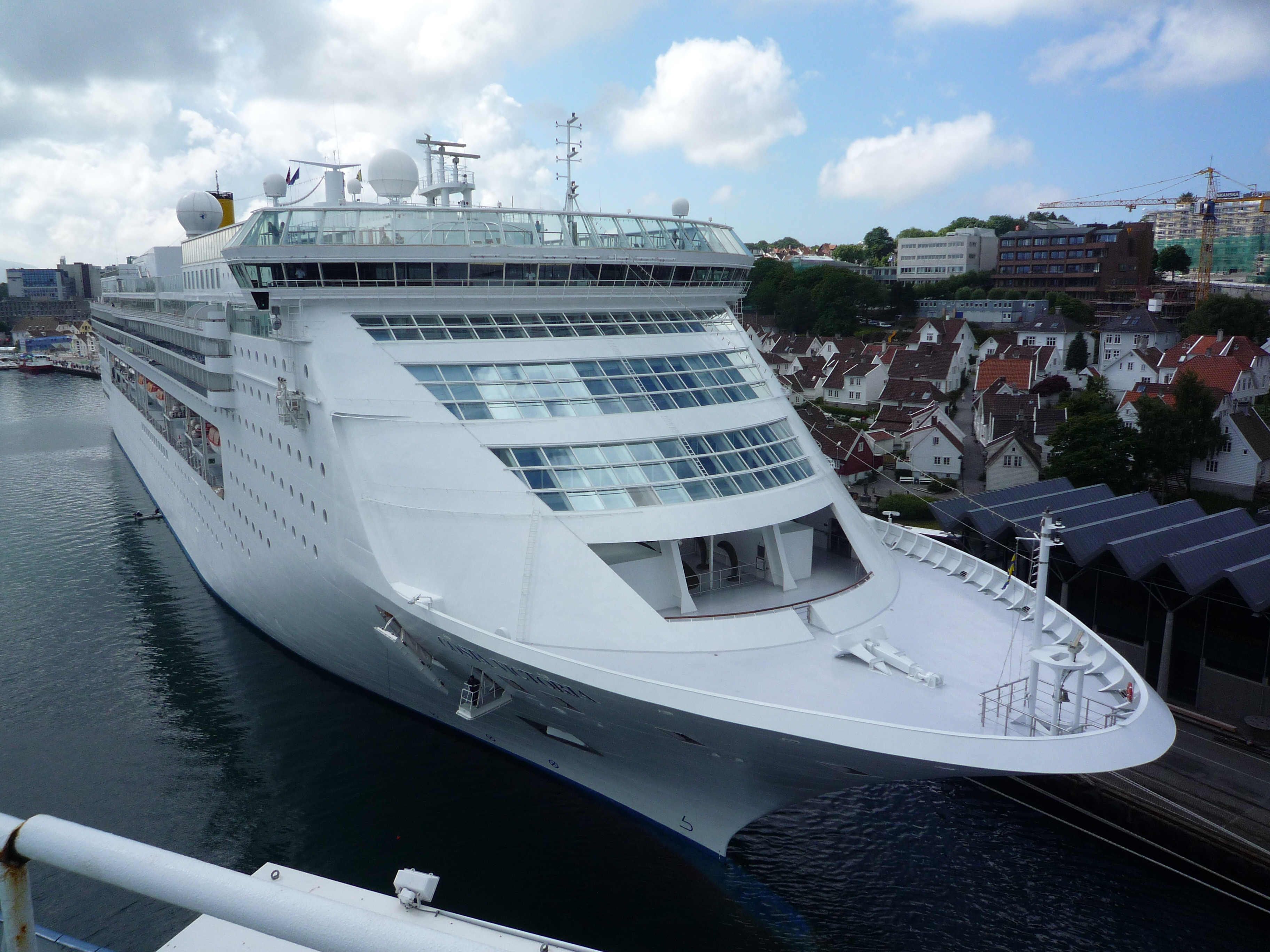
La proue du Costa Victoria.

### Conception et aménagement intérieur

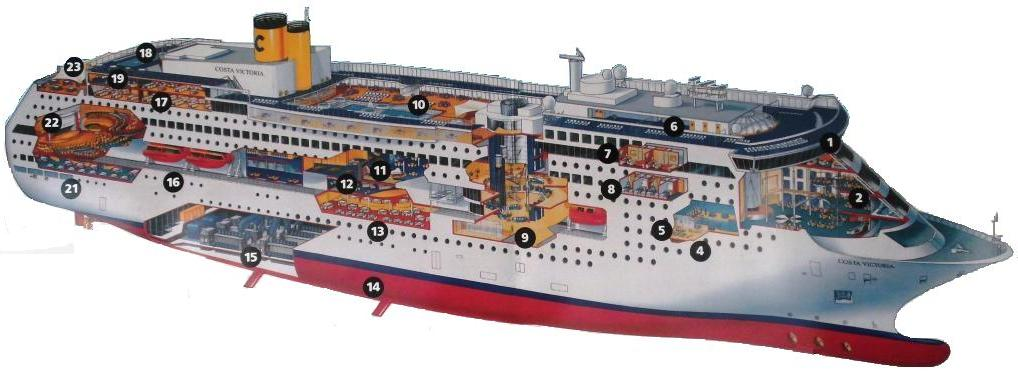
Vue en coupe du Costa Victoria.

L’intérieur du Costa Victoria est dessiné par deux cabinets d’architecture : Gregotti Associati et Tillberg Design. Les ponts sont nommés en l’honneur d’opéras italiens : Nabucco, Boheme, Traviata, Manon, Carmen, Otello, Tosca, Norma, Rigoletto, Butterfly et Fidelio. Sa conception tranche radicalement avec celle de ses prédécesseurs puisque les cabines des passagers ne sont plus regroupés aux seuls ponts inférieurs mais répartis sur l’ensemble du navire,, et principalement dans les hauteurs du paquebot. Ainsi, les ponts 4 (Nabucco), 8 (Otello), 9 (Tosca) et 10 (Norma) sont entièrement dévolus aux cabines, et seul le pont 6 (Traviata) n’en compte aucune,.
Les premiers espaces publics sont présents dès le pont 5 (Bohème), qui compte notamment l’atrium du navire ainsi que plusieurs points de restauration avec les restaurants Fantasia (500 couverts) et Sinfonia (initialement baptisé Minuetto, 600 couverts), ainsi que le bar Planetarium,,.
Le pont 6 (Traviata) est exclusivement dédié aux loisirs. On y trouve notamment le premier niveau des deux niveaux du théâtre (650 places), une discothèque (Rock Star), le bar Grand Bar Orpheus (220 couverts) et sa piste de bal et le club enfants Peter Pan, ainsi que le spa Pompei, avec son sauna, son bain turc, sa piscine intérieure et sa salle de sport,,. Un salon de beauté et un photographe y sont également installés, de même que le bureau des excursions et un jardin d’hiver,,. Le tout est ceinturé par une piste de jogging qui fait le tour du pont,,.
Le pont 7 (Carmen) est quant à lui principalement tourné vers les commerces et abrite de nombreuses boutiques, dont une bijouterie, une boutique hors taxe et un supermarché,,. Les loisirs n’y sont toutefois pas oublié puisqu’on y trouve également un bar, le Capriccio (130 couverts), le casino Monte Carlo ainsi que le second niveau du théâtre et le bar Bellavista (130 couverts),,. La culture n’est pas en reste avec une bibliothèque, deux salles de conférence et une chapelle,,.
Les espaces publics sont ensuite totalement absents jusqu’au pont 11 (Rigoletto) qui, à l’exception de quelques cabines, est orienté vers les loisirs aquatiques, avec deux piscines et quatre jacuzzis, et la restauration, avec un bar (Sirena, 390 couverts), un glacier (Nettuno, 150 couverts) et un restaurant (Bolero, 380 couverts),,.

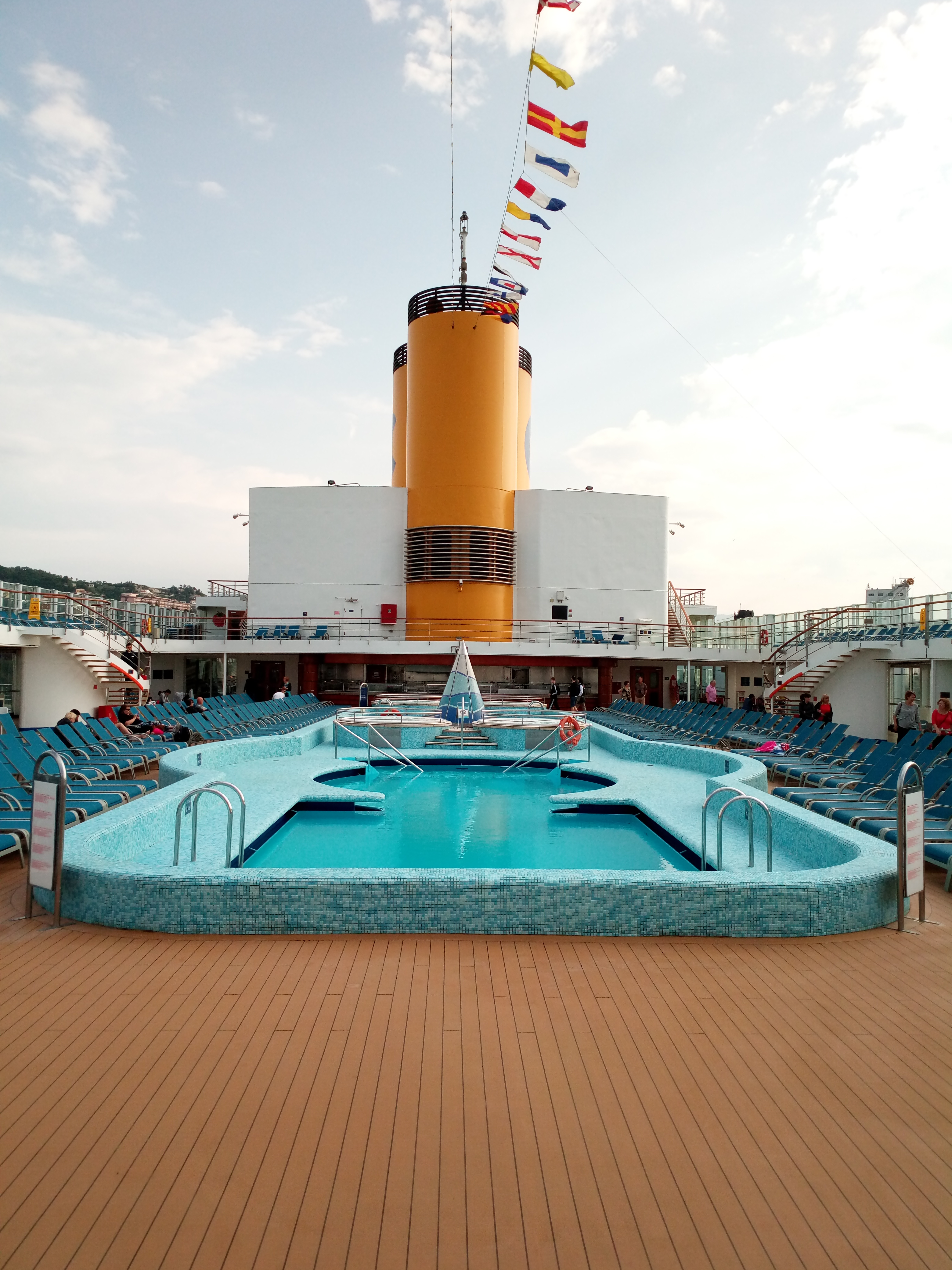
Le pont 12 (Butterfly) accueille deux piscines extérieures.

Le pont 12 (Butterfly) se décompose en deux parties distinctes : au niveau de la proue, on trouve les dernières cabines, mais également la passerelle de navigation du navire,,. La partie arrière est plus dévolue aux passagers, avec une pizzeria (80 couverts), un cyber-café, ainsi que le bar restaurant Tavernetta (150 couverts),,. Les deux parties du pont sont reliées par une promenade qui encercle les piscines situées au niveau inférieur,,.
Enfin, le pont 13 (Fidelio ou Solarium) dispose d’un solarium et d’un court de tennis (Wimbledon),,.
Les ponts inférieurs sont quant à eux dévolus exclusivement à l’équipage, qui dispose de cabines aux ponts 3 et 4, et au fonctionnement du navire. Le pont 3 est le dernier à disposer d’un nom (Turandot). Outre l’équipage, les ponts inférieurs accueillent les chambres froides pour la nourriture, la buanderie, ainsi que les machines et leur salle de contrôle.